# Ruandische Gebärdensprache
Die Ruandische Gebärdensprache (Kinyarwanda Amarenga y'Ikinyarwanda, englisch Rwandan Sign Language) ist die Gebärdensprache Ruandas.
Der 1989 gegründete ruandische Gehörlosenverband Rwanda National Union of the Deaf (RNUD) setzt sich für die Verbreitung und Anerkennung der ruandischen Gebärdensprache ein. 2009 veröffentlichte RNUD mit Unterstützung von Voluntary Service Overseas (VSO) ein erstes Wörterbuch (Rwandan Sign Language Dictionary, kurz RSLD) in Englisch und Kinyarwanda, das 891 Gebärdenzeichen umfasste. Im November 2014 begann RNUD in Zusammenarbeit mit dem National Council of Persons with Disabilities (NCPD) ein neues, erweitertes Wörterbuch zu entwickeln. Zum Internationalen Tag der Gebärdensprache im Jahr 2023 wurden die ersten 100 Exemplare der zweiten Auflage in verschiedenen Bildungsinstitutionen Ruandas verteilt. Das neue Wörterbuch ist ebenfalls in Englisch und Kinyarwanda verfasst und umfasst etwa 2000 Gebärdenzeichen. Im Februar 2025 kündigte der NCPD an, eine standardisierte Ruandische Gebärdensprache zu entwickeln. Dies ist ein Schritt dahin, die Ruandische Gebärdensprache als fünfte offizielle Sprache Ruandas anzuerkennen.